# Parque Tecnológico da Bahia
O Parque Tecnológico da Bahia é um parque tecnológico do estado brasileiro da Bahia localizado na Avenida Paralela (região que fica próxima a centros de pesquisa e universidades) em Salvador e está vinculado à Secretaria de Ciência, Tecnologia e Inovação do Estado da Bahia (SECTI). Sua primeira etapa, o Tecnocentro (prédio na qual está instalado a incubadora de empresas, visando abrigar empresas de Tecnologias da Comunicação e Informação, desenvolver pesquisa em bioinformática, biosensores e desenvolvimento de softwares, além de um espaço exclusivo para fomentar a geração de empreendimentos inovadores), foi inaugurado em 19 de setembro de 2012 e várias instituições estão instaladas ou já encaminharam projeto: UFBA, UNEB, UEFS, UESC, UFRB, IFBA, UNESP, Escola Bahiana de Medicina e Saúde Pública, Petrobras, Biocen do Brasil, Bahiafarma, Senai/Cimatec, IBM, Ericsson. Atualmente ocupa uma área de 581 mil m2, mas já está previsto uma expansão de suas dependências para mais 1,1 milhão de m2.